# 戈爾戈拉
戈爾戈拉（Gorgora）是埃塞俄比亞西北部阿姆哈拉州北貢德爾地區的小鎮，位於塔納湖北岸的貢德爾以南，座標12°14′N 37°18′E / 12.233°N 37.300°E。根據埃塞俄比亞中央統計局2005年的資料，戈爾戈拉人口約4,783，其中男性2,283人，女性2,500人。